# Ganovenehre (1966)
Ganovenehre ist eine deutsche Filmkomödie von Wolfgang Staudte aus dem Jahre 1966 mit Gert Fröbe und Mario Adorf in den Hauptrollen.

## Handlung
Bei strömendem Regen hält der Gaunerchef Importen-Paul eine Grabrede auf den verstorbenen Artisten-Orje. Rückblende, Berlin 1925: Madame Olga führt mit Hilfe des halbseidenen, gutgekleideten Seiden-Emil ein als „Massagesalon“ getarntes Etablissement, wo leichte Mädchen zahlungskräftige Herren verwöhnen und schwere Jungs ein und aus gehen. Eines Tages gibt es einen Neuzugang: den soeben nach drei Jahren aus dem Zuchthaus entlassenen Geldschrankknacker Georg Posanke, genannt Artisten-Orje. Seine Braut Nelly, eine von Olgas Mädchen, sorgt dafür, dass Orje in den Berliner „Sparverein Biene“, einen Zuhälter-Ring, aufgenommen wird. Orje soll nach ihrem Willen ebenfalls Zuhälter werden. Orje findet sich jedoch mit den neuen Aufgaben nicht zurecht und empfindet den Job eines Zuhälters als seiner nicht würdig. Außerdem missfällt es ihm, dass seine Nelly anschaffen geht.
Der ein wenig tumbe Orje, der schon bei der Vereinsaufnahme die Statuten nicht versteht, lässt sich bald von Nellys Chefin Olga becircen und um den Finger wickeln. Nelly macht ihrem Freund daraufhin eine Szene. Gemeinsam mit Emil erwischt sie Olga und Orje eines Tages sogar in flagranti. Als Orje Nelly eine Ohrfeige verpasst, rennt sie zutiefst enttäuscht davon. Diese wendet sich in ihrer Verzweiflung an Importen-Paul, dessen Markenzeichen ein meist zugekniffenes linke Auge und eine dicke Zigarre sind. Paul hatte bereits Orje frühzeitig klargemacht, dass ein Verstoß gegen die Vereinsstatuten die Liquidierung zur Folge habe. Paul glaubt, es handele sich bei Orjes und Olgas Verhalten um genau diesen Verstoß, zumal Olga behauptet, sie habe Orje Geld gegeben, was laut Vereinsstatuten als unkollegial angesehen werde. Das ruft nun wieder Emil auf den Plan, der sich durch Orje ausgebootet fühlt.
Eines Tages eröffnet der Sparverein ein sogenanntes „Ehrengericht“, da Nelly gelogen und Olga Orje Geld zugesteckt haben soll. Orje gesteht, von Olga Geld bekommen zu haben – Geld, von dem Emil behauptet, dass es eigentlich ihm zustehe. Das dreiköpfige „Ehrengericht“ beschließt nach kurzer Beratung: Olga und Nelly werden aus dem Verein ausgestoßen. Sie erhalten jeweils 300 Reichsmark und müssen die Stadt innerhalb von 24 Stunden verlassen. Doch Orje setzt sich für die Damen „aus dem Milieu“ ein, worauf auch er ins Kreuzfeuer gerät. Unter wüsten Beschimpfungen erklärt er daraufhin kurzerhand seinen Austritt. Und so beschließt das Gericht unter Pauls Führung, Orje gemäß den Vereinsstatuten aus dem Weg zu räumen.
Paul versucht ein letztes Mal, Orje davon zu überzeugen, dem Beschluss des Ehrengerichts nachzukommen und die Frauen aus der Stadt herauszubringen. Doch der sagt Paul nur, dass er verschwinden soll. Paul hat inzwischen das Telefon des Bordells manipuliert, sodass es unbrauchbar geworden ist und nicht mehr dazu benutzt werden kann, nach Hilfe zu telefonieren. Inzwischen schicken die beiden Damen und Orje die Etablissement-Bedienstete Edith nach draußen, um zur Polizei zu laufen und diese um Hilfe zu bitten. Kurz vor dem Polizeirevier fängt Paul Edith ab und schickt zwei seiner als Schupos getarnte „Mitarbeiter“ zu Orje. Einer der beiden schüttet Orje ein Pulver in seinen Drink. Der fällt in Tiefschlaf. In der Zwischenzeit beschließt der angetrunkene Seiden-Emil, die Angelegenheit auf seine Weise zu erledigen und begibt sich zu Orje. Er kippt den schlafenden Orje aus seinem Schaukelstuhl und setzt sich stattdessen selbst hinein. Als Pauls Auftragskiller Arthur auf den Mann im Schaukelstuhl schießt, glaubt er, Orje getötet zu haben.
Zurück im strömenden Regen der Anfangsszene. Paul verbessert sich selbst und hält seine heuchlerische Totenrede nun nicht mehr länger auf Artisten-Orje, sondern nunmehr auf Seiden-Emil. Umso wütender ist er, als er Nelly und Olga bei der Trauerfeier im Publikum entdeckt. Orje und die beiden Frauen beschließen, nach Paris zu entfliehen.

## Produktionsnotizen
Ganovenehre ist eine Neuverfilmung des gleichnamigen Films von Richard Oswald aus dem Jahre 1932. Die Vorlage dazu lieferte Charles Rudolph.
Staudtes Ganovenehre wurde im Dezember 1965 und im Januar 1966 in den Berliner CCC-Film-Studios gedreht und am 14. April 1966 uraufgeführt. Die FSK gab den Film ab 18 frei.
Ganovenehre war die letzte Kinofilmarbeit des Kameraveteranen Friedl Behn-Grund.
Die Bauten zu diesem reinen Studiofilm entwarfen Werner Schlichting und seine Ehefrau Isabella Ploberger, die 1920er-Jahre-Kostüme Paul Seltenhammer.
Der Tänzer Jürgen Feindt, der die winzige Rolle des Kleingauners und Möchtegernkillers Backe-backe Kuchen übernommen hatte, zeichnete auch für die Choreographie verantwortlich.

## Kritiken
Das Lexikon des internationalen Films schrieb: „Eine Unter- und Halbweltkomödie, die ihren Humor vor allem aus der Umkehrung und Spiegelung bürgerlicher Anstandsregelung bezieht. Von Wolfgang Staudte routiniert, aber bieder und ohne rechten Elan inszeniert.“
Der Onlineauftritt von Cinema urteilte: „Eher Boulevardstück als bissige Persiflage“
Im Onlineauftritt von TV Spielfilm ist zu lesen: „Wolfgang Staudte verlegt die ‚honorige‘ Geschäftswelt in die Unterwelt – leider mit mehr Klamauk als mit Satire“
Der Evangelische Film-Beobachter resümiert: „Deutscher Komödienfilm um die Auseinandersetzung zwischen einem ehrlichen Geldschrankknacker und seidenweichen Zuhältern. Angesiedelt in den zwanziger Jahren, bietet der Film soziologische Studien, die unter Lachen entgegengenommen werden. Regie und Darsteller hielten Grenzwerte ein.“